# François-Xavier Leray
François-Xavier-Constant-Marie Leray, né le 20 avril 1825 et mort le 23 septembre 1887 à Châteaugiron est un prélat catholique français qui fut évêque d'Alexandria (en) en Louisiane de 1876 à 1879 puis évêque coadjuteur et archevêque de La Nouvelle-Orléans de 1879 à 1887.

## Biographie
Fils de René Leray, marchand de toiles et conseiller municipal de Châteaugiron, et de Marie Roncin, François-Xavier Leray nait le 20 avril 1825.
Après des études au collège eudiste Saint-Martin de Rennes, poussé par la vocation missionnaire, il rejoint en 1843 le collège de Vincennes en Louisiane française où il enseigne pendant quatre années. Il entreprend ensuite un cycle complet d'études théologiques au séminaire Sainte-Marie de Baltimore (en) et se place sous la protection de John J. Chanche (en), premier évêque de Natchez (en), qui l'ordonne à la prêtrise le 19 mars 1852.
Il exerce son premier ministère à Jackson (Mississippi) où il s'illustre notamment par son dévouement aux malades et mourants lors des épidémies de fièvre jaune de 1853 et 1855.
Nommé curé de Vicksburg, il y érige la première église catholique de la ville et fonde une école confiée aux Sœurs de la Miséricorde.
Après avoir servi comme aumônier militaire au sein de l'armée confédérale du Tennessee lors de la Guerre de Sécession (1861-1865), il retourne à Vicksburg où il porte secours en 1867 aux malades du choléra.
Vicaire général du diocèse de Natchez de 1871 à 1877, il en devient l'ordinaire le 27 novembre 1876. Il est sacré évêque le 22 avril 1877 en la cathédrale métropolitaine Saint-Pierre de Rennes par le cardinal Godefroy Brossay-Saint-Marc assisté de Mgr Guynemer de la Hailandière, évêque de Vincennes et Mgr Nouvel de La Flèche, évêque de Quimper et Léon.

## Armes
D'hermines au Sacré-Cœur de gueules.